# CAR Coanda Sevilla
El Club de Amigos del Rugby (CAR) Coanda Sevilla es un club de rugby que desarrolla su actividad en el Polideportivo de San Pablo de Sevilla, España. Fundado en la temporada 1976/1977, tras la desaparición del RACA, es uno de los principales referentes del rugby andaluz.

## Historia
El C.A.R. se fundó en los albores de la Temporada 1976/77. En un principio estuvo compuesto por la mayoría de los componentes del desaparecido RACA (Real Automóvil Club Andalucía), que compitió de 1975 a 1977 en la División de Honor del rugby nacional, continuando la estructura y categorías inferiores del antiguo club que había desaparecido. Así nació el Club Amigos del Rugby en 1977. En ese primer año, el equipo tuvo que competir en la Primera División Nacional (que en ese momento era la segunda categoría del rugby español) consiguiendo el ascenso a División de Honor en esa primera temporada.
Aquella primera junta directiva puso en funcionamiento un equipo senior militando en Segunda División Nacional Grupo Sur, un equipo juvenil en categoría provincial y otro de cadetes, así como la tutela y filialidad del Instituto Pino Montano en categoría provincial de cadetes. Todo aquello bajo el impulso de su primer presidente, D. Eugenio Silvestre Taupenot. El lema propuesto por aquellos directivos fue: “Fomentar y practicar el juego del rugby”.
Entre las temporadas 1978-79 y 1981-82, la Liga estuvo compuesta por 4 grupos, compitiendo el C.A.R. frente al resto de los equipos andaluces. En la temporada 1978-79, el C.A.R. terminó primero en el Grupo Sur, lo que le otorgó el derecho a luchar por el título de campeón nacional, frente a los otros 3 campeones de grupo, pero esa lucha por el campeonato no ocurrió, por lo que la Federación Española de Rugby decidió que los 4 equipos fueran campeones.
En la temporada 1979-80, el C.A.R. volvió a alcanzar el primer lugar del Grupo Sur, pero esta vez sí se produjo la disputa por el campeonato, finalizando el equipo en 4° lugar. En las 2 temporadas siguientes, el equipo acabó 6° y 2° del Grupo Sur, con lo que no pudo volver a luchar por el título nacional. En la temporada 1982-83, el sistema de liga volvió a la tradicional competición uno contra uno de un solo grupo y el C.A.R. no formó parte del campeonato.
En los años siguientes, el club firmó un acuerdo con el colegio jesuita Portaceli, que dio nombre al equipo durante los siguientes 10 años, hasta 1995. En ese momento, el club jugó 3 temporadas en 2ª categoría nacional , la 1ª Nacional, en 1984-85, 1990-91 y 1994-95. En 1995 el CAR volvió a cambiar de nombre gracias a un nuevo patrocinador, Inés Rosales, denominación que mantuvo hasta el año 2006. En esa etapa el club jugó en el segundo nivel del rugby nacional durante 9 temporadas (3 en la 1ª Nacional entre las temporadas 1995- 96 y 1997-98, y 6º en la nueva División de Honor B entre las temporadas 1999-2000 y 2000-01 y nuevamente entre 2002-03 y 2005-06.
En 2007, el C.A.R. unió fuerzas con otro club importante de la ciudad, el C.D. Mairena, compitiendo juntos en la segunda división española bajo el nombre de su principal patrocinador, la aseguradora Helvetia. Aquel equipo, fruto de la unión de los dos clubes, se convirtió en 2014 en un nuevo club, el Alqatara Rugby Club Andalucía, cediendo el C.A.R. su licencia para competir en División de Honor B a la nueva entidad, con la que comenzó. para mantener una rama de relación de equipo, al igual que su socio el Club Deportivo Mairena.
Tras contar con presidentes ilustres como Felipe del Valle y Andrés Palma, otras figuras del club como José Manuel Ruíz Navarro, Paco Alonso, Juan Moreno Tocino, Manuel García Báñez, Manuel Joaquín Jacome Luna ” Jaco”, Carlos Jaime, Manolo García Marchena y Alfonso Rodríguez Chacón han ejercido el papel de presidente hasta la actualidad.

## Actualidad
Actualmente el club  ubica su campo de entrenamiento en las instalaciones Polideportivas de San Pablo, contando con dos equipos sénior y equipos en cada una de las categorías de rugby base: sub-6, sub-8, sub-10,  sub-12, sub-14, sub-16, y sub-18.
Cuenta, además, con un equipo de veteranos, CarVets, y un equipo de madres, las LaCARtijas.

## CARvets
CARvets es un equipo formado por exjugadores del CAR, padres de los actuales jugadores del Club y, sobre todo, amigos. Entrenan los jueves, a las 21:00 h. en el Centro Deportivo El Pilar. Participan en torneos y partidos de verano e invierno, tanto de rugby a 15 como de rugby playa. Pasar un buen día jugando con el oval y disfrutando de su deporte favorito, en buena compañía y apoyando a su Club de toda la vida, es la finalidad de nuestros veteranos.